# سیارک ۳۹۸۶
سیارک ۳۹۸۶ (به انگلیسی: 3986 Rozhkovskij، نامگذاری:1985SF2) سه هزار و نهصد و هشتاد و ششمین سیارک کشف شده‌است که در ۱۹ سپتامبر ۱۹۸۵ کشف شد.
قدر مطلق سیارک برابر ۱۲٫۹۰ است.